# Maki Tabata
Maki Tabata (n. 5 noiembrie 1974, Mukawa⁠(d), Prefectura Hokkaidō, Japonia) este o sportivă ce a reprezentat Japonia, medaliată olimpică. A participat la 5 ediții ale Jocurilor Olimpice (1994, 2002, 2006, 2010, 2014) în care a câștigat o medalie de argint.